# (3558) Шишкин
(3558) Шишкин (лат. Shishkin) — типичный астероид главного пояса, открыт 26 сентября 1978 года советским астрономом Людмилой Журавлёвой в Крымской астрофизической обсерватории и 19 октября 1994 года назван в честь русского художника Ивана Шишкина.

## Обнаружение и именование
(3558) Шишкин
Открыт 26 сентября 1978 года в Научном Л. В. Журавлёвой.
Назван в память об известном русском художнике Иване Ивановиче Шишкине (1832—1898).
Оригинальный текст (англ.)3558 Shishkin
Discovered 1978-09-26 by Zhuravleva, L. at Nauchnyj.
Named in memory of Ivan Ivanovich Shishkin (1832—1898), a well-known Russian painter.
Источники: DISCOVERY.DB; M.P.C. 24120.

## Орбита

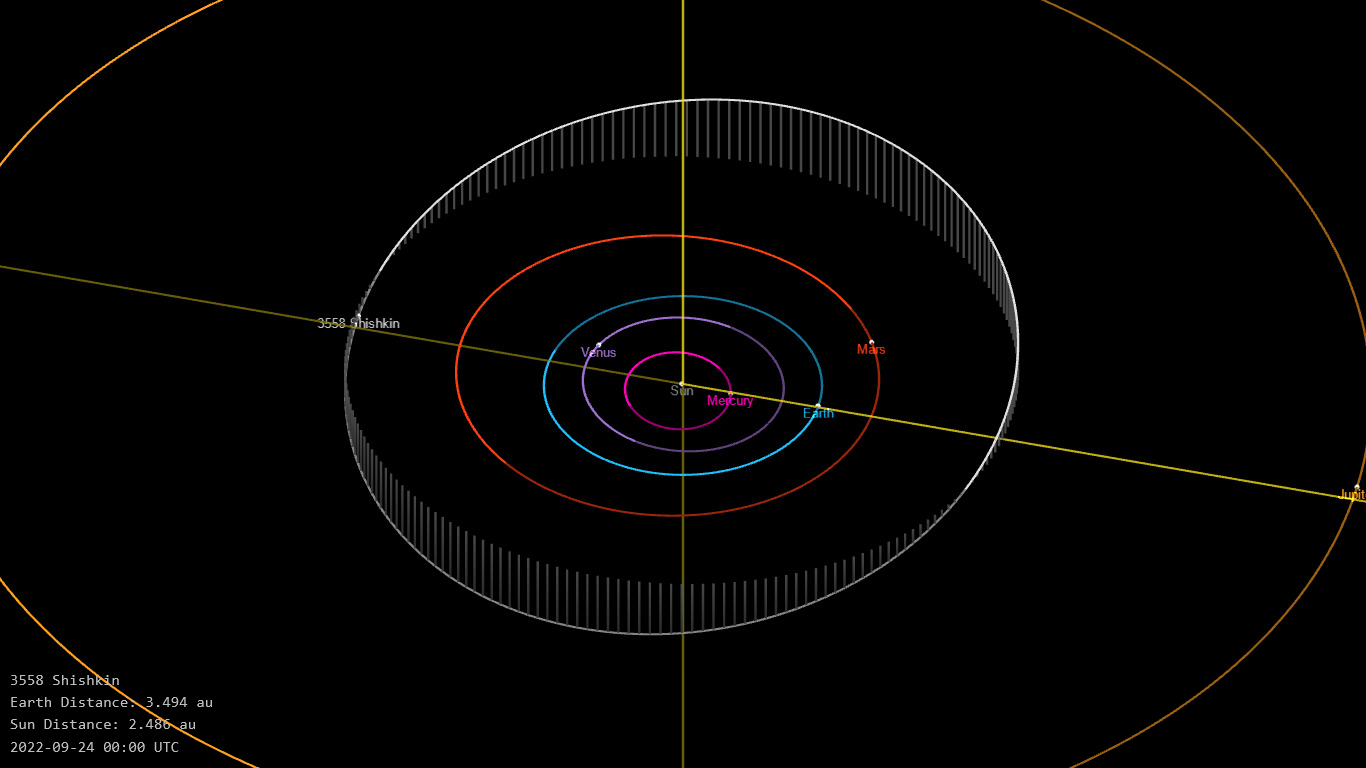
Орбита астероида Шишкин и его положение в Солнечной системе

## Физические характеристики
Астероид относится к таксономическому классу S.
По результатам наблюдений в видимом и ближнем инфракрасном диапазоне космического телескопа NEOWISE и наблюдений в инфракрасном диапазоне спутника Akari диаметр астероида сначала оценивался равным 8,739±0,068 км, позже — 8,89±0,99 км, 7,28±0,40 км и 8,765±0,144 км. Согласно тем же источникам альбедо оценивается как 0,2327±0,0420, 0,223±0,051, 0,333±0,065 и 0,230±0,030.